# 亚雷莉丝·巴里奥斯
亚雷莉丝·巴里奥斯（西班牙語：Yarelys Barrios，1983年7月12日—），古巴女子田径运动员。她曾代表古巴参加2008年和2012年夏季奥林匹克运动会田径比赛，其中2012年奥运会获得一枚铜牌。